# Filippo da Messina
Filippo da Messina o Messer Filippo damessina (Messina, ? – ?) fue un poeta italiano de la escuela siciliana de Federico II Hohenstaufen; probablemente su familia era de ascendencia noble. De su trabajo se conserva un soneto titulado Oi Siri Deo, con forte fu lo punto al interior del códice Laurenziano Rediano, uno de los únicos documentos que se le puede atribuir con certeza.